# Роберт Файн
Роберт Файн (нім. Robert Fein, 9 грудня 1907 — 2 січня 1975) — австрійський важкоатлет.
Олімпійський чемпіон 1936 року в категорії до 67,5 кг.
Срібний призер Чемпіонату світу 1937 року в категорії до 67,5 кг.